# 아이 스파이
《아이 스파이》(영어: I Spy, 영어: I-SPY로 표현)는 미국에서 제작된 베티 토머스 감독의 2002년 버디 첩보 코미디 영화이다. 에디 머피, 오언 윌슨 등이 출연하였고, 마리오 카사르 등이 제작에 참여하였다. 1960년대에 방영한 동명 텔레비전 시리즈에 기반을 두었다. 이 영화는 미국에서 2002년 11월 1일 개봉되었다.

## 출연
- 에디 머피 - 켈리 로빈슨 역
- 오언 윌슨 - 특수 요원 앨릭스 스콧 역
- 팜커 얀선 - 특수 요원 레이철 라이트 역
- 맬컴 맥다월 - 아널드 건더스 역
- 게리 콜 - 요원 칼로스 역
- 필 루이스 - 제리 역
- 빌 몬디 - 맥 매킨타이어 역
- 마이크 도푸드 - 짐 역
- 린다 보이드 - 에드나 역
- 데이나 리 - 주 탬 역
- 비브 리콕 - T.J. 역
- 크리스털 로 - 아름다운 여성 역
- 대런 셜라비 - 세드릭 밀스 역
- 테이트 테일러
- 앨릭스 포노빅

## 기타 제작진
- 라인 제작: 코르넬 시포스
- 배역: 캐시 드리스컬몰러, 프랜신 메이즐러
- 미술: 마샤 하인즈
- 세트: 엘리자베스 윌콕스
- 의상: 루스 카터

## 우리말 녹음
MBC 성우진
- 김영선 - 앨릭스 스콧 (오언 윌슨)
- 이인성 - 켈리 로빈슨 (에디 머피)
- 윤소라 - 레이철 라이트 (팜커 얀선)
- 김명수 - 아널드 건더스 (맬컴 맥다월)
- 김용식
- 박태호
- 이우신
- 이윤연
- 황윤걸
- 변종필
- 김두희
- 류승곤
- 양준건
- 유상우
- 이민하